# Jakub Żulczyk
Jakub Żulczyk, né le 12 août 1983 w Szczytno (Varmie-Mazurie), est un journaliste, écrivain et scénariste polonais.

## Biographie
Jakub Żulczyk fait ses études d'anglais et de journalisme à l'université Jagellonne. Il travaille notamment pour « Lampa » et « Machina ». Il est également chroniqueur régulier pour « Exclusiv ». Il tient un feuilleton régulier dans « Dziennik Polska-Europa-Świat (en) » sous le titre « 15 minut sławy » (15 minutes de gloire). Il collabore également avec « Tygodnik Powszechny », « Neo Plus », « Metropol », « Playboy ». Il assure la rubrique « La semaine de la culture polonaise » dans « Wprost ».
En 2011, il est co-animateur de l'émission « Redakcja Kultury » sur TVP2. Jusqu'en juillet 2012, il est chroniqueur régulier pour l'édition polonaise de « Elle ». À partir d'octobre 2012, avec Sokoł, il produit l'émission Instytut Prosto sur Radio Roxy (pl).
En 2014, il a fait une apparition sur l'album « Społeczeństwo jest niemiłe » de Dorota Masłowska dans la chanson Chrzciny.
Avec Monika Powalisz, il écrit le scénario de la série télévisée Belfer (en). En 2018, une série est tirée de son livre Éblouis par la nuit (en), (Ślepnąc od świateł), dont  le scénario est écrit avec Krzysztof Skonieczny (pl).
Il est lauréat du Prix littéraire de la ville de Varsovie (pl) en 2018 dans la catégorie prose et du Prix littéraire de Warmie et Mazurie (pl) en 2017 pour Wzgórze psów (pl). Il est nommé pour le prix « Paszport Polityki » en 2014.
Après l'élection présidentielle aux États-Unis en 2020, le président de la République de Pologne Andrzej Duda a félicité Joe Biden « pour sa campagne réussie » tout en disant qu'il attendrait sa nomination formelle au poste de président par le Collège électoral pour le féliciter de sa victoire, alors que de nombreux dirigeants mondiaux l'avaient déjà fait. Jakub Żulczyk a qualifié alors sur les réseaux sociaux l'attitude d'Andrzej Duda d'« imbécile ». En mars 2021, il est inculpé pour injure au chef de l'État, ce qui déclenche une vive polémique dans les médias sur les limites de la liberté d'expression.

## Publications
- 2006 – Zrób mi jakąś krzywdę… czyli wszystkie gry video są o miłości ; roman d'amour
- 2008 – Radio Armageddon ; roman « émo »
- 2010 – Instytut (pl) ; thriller
- 2011 – Zmorojewo ; roman d'aventure fantastique
- 2011 – Świątynia ; roman d'aventure fantastique
- 2014 – Ślepnąc od świateł, roman policier (traduit en français par Kamil Barbarski sous le titre Éblouis par la nuit (en)) [1]
- 2016 – Instytut (2e édition revue et corrigée) ; thriller
- 2017 – Wzgórze psów (pl) ; thriller
- 2019 – Czarne Słońce ; roman fantastique
- 2021 – Informacja zwrotna (traduit en français par Kamil Barbarski sous le titre Feedback), Rivages/Noir 2023 ; thriller